# Gamla kyrkogården, Ljungby
Gamla kyrkogården är en kyrkogård i centrala Ljungby. Man vet inte när kyrkogården grundades, men dess stenkyrka byggdes någon gång mellan 1100-talet och 1200-talet. Stenkyrkan, som i byggnadsstil och form var identisk med Kånna kyrka, revs i samband med att Ljungby kyrka byggdes mellan 1858 och 1859. Användningen av Gamla kyrkogården avtog alltmer sedan Skogskyrkogården anlades 1921, och idag anläggs inga nya gravar.

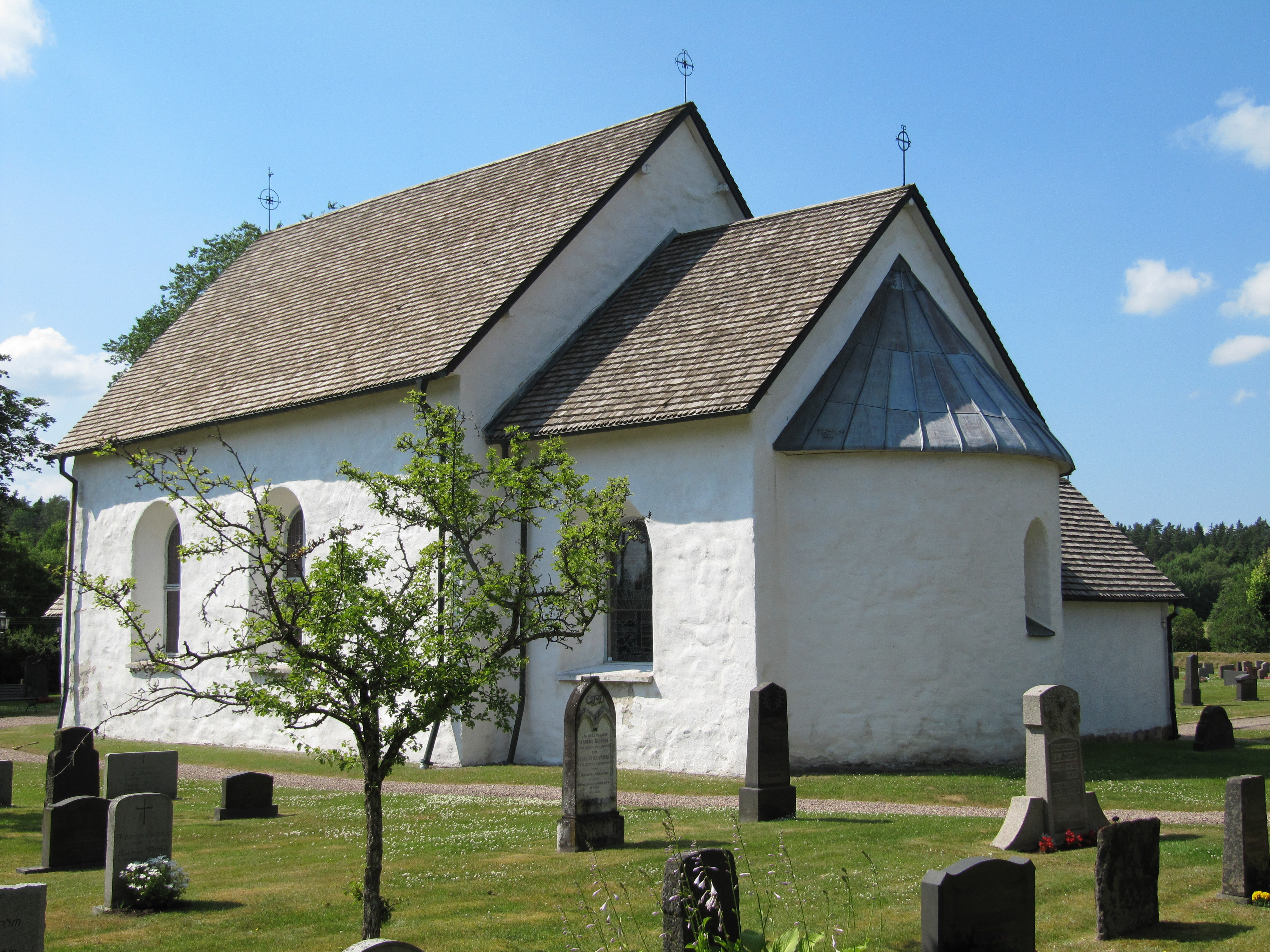
Kånna kyrka var i byggnadsstil och form identisk med den gamla stenkyrkan som låg vid kyrkogården.

Kyrkogården är rektangulär till formen med en korsgång och är indelad i sex kvarter. I korsgångens mitt intar Märta Ljungbergs grav en hedersplats. Spritt över kyrkogården finns lönn, hagtorn, pil och tuja planterad. Kyrkogården omges av en stödmur i natursten och ett staket i järnsmide. Söder om kyrkogården ligger den gula panelklädda, före detta, prästgården. Alldeles intill väster ligger Märta Ljungbergsparken, och på den norra och östra sidan omges kyrkogården av Lasarettet Ljungby.